# Licence d'administration économique et sociale
Pour les articles homonymes, voir AES.
La licence d’administration économique et sociale ou licence AES est un diplôme français de premier cycle universitaire, préparé en trois années après le baccalauréat au sein de diverses universités françaises.

## Présentation
Sur une durée de trois ans décomposée en six semestres, la licence d’administration économique et sociale est pluridisciplinaire et généraliste, en dispensant des cours en économie (micro-économie, macro-économie…), gestion des entreprises (comptabilité, marketing…) et en droit (privé, public). Les mathématiques appliquées aux sciences sociales, la sociologie, l'histoire économique et sociale, l'informatique, la bureautique, l'étude d'une langue vivante sont au programme.
La première année permet l'apprentissage des enseignements fondamentaux, tandis que les deuxième et troisième années offrent un début de spécialisation à travers les mentions suivantes : administration et gestion des entreprises, administration générale et territoriale, commerce et affaires internationales, ressources humaines, sciences économiques et sociales, développement social, techniques économiques et de gestion...
(On peut noter que les deux premières années constituent le DEUG qui est toujours délivré sur demande dans certaines universités.)
Les cours de l'unité d'enseignement (UE) majeure changent à chaque semestre, les cours de l'UE mineure également.

## Liste des universités proposant une licence AES
- Université d'Aix-Marseille II
- Université d'Aix-Marseille III
- Université d'Angers
- Université d'Artois
- Université d'Avignon
- Université Bordeaux IV
- Université de Bourgogne
- Université de Bretagne occidentale (sites de Brest et Quimper)
- Université de Bretagne-Sud (site de Vannes)
- Université de Caen
- Université Clermont-Ferrand-I
- Université d'Evry-Val d'Essonne
- Université de Franche-Comté
- Université du Havre
- Université de Lille II
- Université de Limoges
- Université Lyon II
- Université Lyon-III (au sein de l'Institut d'administration des entreprises de Lyon)
- Université de Metz
- Université Montpellier I
- Université Montpellier III
- Université Nancy II
- Université Nice-Sophia Antipolis
- Université de Nîmes
- Université Paris I
- Université Paris II
- Université Paris VIII
- Université Paris X
- Université Paris XIII
- Université de Poitiers
- Université de Pau
- Université de Reims
- Université de Rennes I
- Université de Rennes II
- Université de Rouen
- Université de Saint-Étienne
- Université Savoie Mont Blanc
- Université de Strasbourg
- Université Toulouse I
- Université de Tours
- Université de Valenciennes
- Université de Versailles-Saint-Quentin-en-Yvelines
- Centre universitaire Jean-François-Champollion
- Université de Corse Pascal-Paoli
- Université Virtuelle du Sénégal
- Université du Havre
- Faculté Ouverte de Paris (formation tout à distance)
- Université Via Domitia (Perpignan)

## Poursuites d'études
Le code de l'éducation fixe une liste des compatibilités des diplômes nationaux de licence avec les diplômes nationaux de master. Les recteurs d'académies et les universités s'appuient sur cette liste pour donner une admission aux étudiants souhaitant poursuivre leurs études.
| Diplôme national de licence           | Liste des diplômes nationaux de masters compatibles                            |
| ------------------------------------- | ------------------------------------------------------------------------------ |
| Administration économique et sociale. | Administration économique et sociale.                                          |
| Administration économique et sociale. | Administration et échanges internationaux.                                     |
| Administration économique et sociale. | Comptabilité - contrôle - audit.                                               |
| Administration économique et sociale. | Contrôle de gestion et audit organisationnel.                                  |
| Administration économique et sociale. | Entrepreneuriat et management de projets.                                      |
| Administration économique et sociale. | Finance.                                                                       |
| Administration économique et sociale. | Gestion des ressources humaines.                                               |
| Administration économique et sociale. | Marketing, vente.                                                              |
| Administration économique et sociale. | Management.                                                                    |
| Administration économique et sociale. | Management de l'innovation.                                                    |
| Administration économique et sociale. | Management des PME-PMI.                                                        |
| Administration économique et sociale. | Management et administration des entreprises.                                  |
| Administration économique et sociale. | Management public.                                                             |
| Administration économique et sociale. | Management sectoriel.                                                          |
| Administration économique et sociale. | Management stratégique.                                                        |
| Administration économique et sociale. | Politiques comparées.                                                          |
| Administration économique et sociale. | Politiques publiques.                                                          |
| Administration économique et sociale. | Droit public.                                                                  |
| Administration économique et sociale. | Métiers de l'enseignement, de l'éducation et de la formation (MEEF), 2e degré. |
| Administration économique et sociale. | Monnaie, banque, finance, assurance.                                           |
| Administration économique et sociale. | Sciences sociales.                                                             |
| Administration économique et sociale. | Tourisme.                                                                      |
| Administration économique et sociale. | Droit social                                                                   |
| Administration économique et sociale. | Science politique.                                                             |

- maîtrise (M1) Administration Économique et Sociale
- DCG
- CAPES ou CAPET
- Concours de la fonction publique
- Ecoles de commerce

## Conditions d'admission
- Baccalauréat général, technologique ou professionnel
- DAEU

## Spécialités
Les spécialités de la licence se déclinent sous ces formes : administration et gestion des entreprises, commerce international, technique quantitatives, ressources humaines, politiques sociales, développement social, analyse financière...

## Débouchés
Selon les spécialisations choisies en troisième année et suivantes
- Secteur privé : Banque, finance, comptabilité, marketing, commerce, ressources humaines, droit, audit...
- Secteur public: Fonction publique territoriale, Fonction publique d'État…